# TKS
TK (TK-3) og TKS var polske tanketter under 2. verdenskrig.

## Udformning og udvikling
TK tanketten var et polsk design, som blev fremstillet fra 1931. Den var baseret på en forbedret udgave af det britiske chassis til Carden Loyd tankette. TKS var en forbedret model med nyt karosseri og kraftigere motor. Pansringen på TK var op til 8 mm tyk (10 mm på TKS). I 1939 begyndte man at forstærke pansringen til 20 mm, men kun 24 var færdige, inden krigen brød ud. 

## Kamphistorie
575 TK/TKS tanketter udgjorde hovedparten af de polske pansrede styrker ved krigens udbrud. De led store tab under Felttoget i Polen i 1939, hvor de ofte var de eneste pansrede køretøjer, der var til rådighed. På grund af deres lette bevæbning med et enkelt maskingevær havde de ikke en chance overfor tyske kampvogne, bortset fra Panzer I, (som også var baseret på Carden Loys tanketten), men deres beskedne størrelse gjorde dem velegnede til rekognoscering og infanteristøtte. Kun en håndfuld tanketter bevæbnet med 20 mm kanoner havde en chance overfor fjendtlige kampvogne. I et tilfælde den 18. september 1939 ødelagde en TKS under kommando af sergent Roman Orlik tre tyske Panzer 35(t) kampvogne.

## Billedgalleri
- TKS
- TK-3

## Varianter
- TK (TK-3) – fra 1931, blev bygget i omkring 280 eksemplarer
- TKF – TK tankette med 46 hk motor, bygget i ca. 18 eksemplarer
- TKS – forbedret model fra 1933, blev bygget i omkring 260 eksemplarer
- TKS med 20 mm kanon – omkring 24 TKS fik indbygget 20 mm kanon i 1939.
- C2P – ubevæbnet let artilleritraktor, bygget i et antal af omkring 200.

### Eksperimentelle modeller
- TK-1, TK-2 – de første prototyper
- TKD – let selvkørende kanon med 47 mm kanon. 4 blev bygget.
- TKW – let rekognosceringskampvogn med tårn, 1 prototype bygget.
- TK-3 med 20 mm kanon – kun en prototype med et ændret karosseri blev bygget.
- TKS-D – let tankdestroyer med 37 mm Bofors anti-tank kanon, 2 bygget.